# Jan Bárta Letovský
Jan Bárta Letovský, rozený Jan Bárta (26. prosince 1821 Letovice – 31. července 1898 Iowa City, Iowa) byl česko-americký novinář, redaktor prvních krajanských periodik a spolkový činovník. Byl pozdějším šéfredaktorem vůbec prvního česky psaného krajanského časopisu, Slowan Amerikánský založený roku 1860 Františkem Kořízkem v Racine, Wisconsin, roku 1861 pak transformovaný do českých novin Slávie. Přídomek Letovský, odvozený od jeho rodiště, začal používat až se svými redakčními začátky.

## Život

### Mládí
Narodil se v Letovicích na severozápadní Moravě. Již ve škole se seznámil s Františkem Kořízkem, se kterým posléze čile spolupracoval. Vyučil se hodinářem, kteréžto řemeslo v Letovicích provozoval. Posléze se oženil a založil rodinu. Byl českým vlastencem a hluboce jej zasáhly revoluční události roku 1848. Roku 1852 se rozhodli s manželkou a několika dalšími letovickými rodinami, včetně Kořízkových, město opustit a vycestovat do Spojených států za lepšími pracovními příležitostmi či společenskou svobodou.[zdroj?]

### V USA

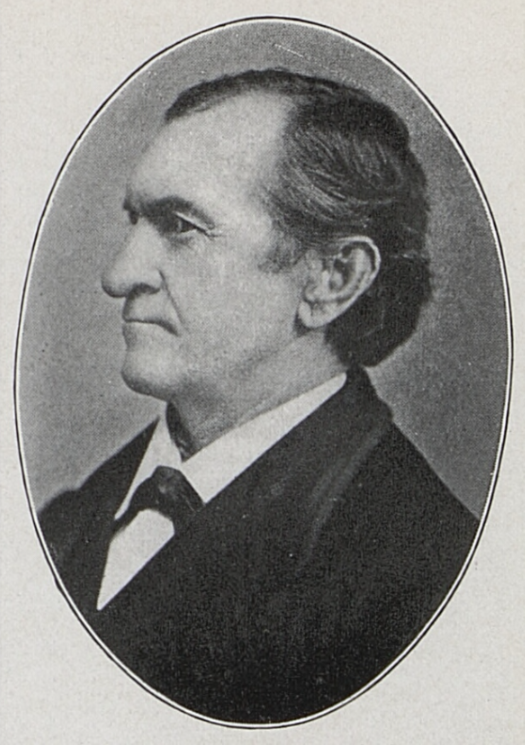
František Kořízek, Bártův moravský krajan a spolupracovník

Kvůli Kořízkovým úředním komplikacím mohla celá skupina vyjet z Letovic 10. října 1853 vlakem směrem k přístavu (patrně Hamburk či Bremerhafen). Po několikaměsíční plavbě na dvoustěžňové plachetnici Amur připluly 5. ledna 1854 letovické rodiny do Bostonu, odkud se vlakem přes Cleveland vydali směrem do města Iowa City ve Wisconsinu, kde se plánovali usadit a rozšířit zde vznikající českou komunitu. Po šest týdnů bydleli Bártovi a další u krajanů v osadě Caledonia, poté se pak nastěhovali do domků v Racine. Nedlouho poté se však přestěhovali do Iowa City. V Iowě pak rodina vlastnila farmu.

### Slowan Amerikánský
Koncem 50. let 19. století byl Bárta osloven ke spolupráci na vznikajícím prvním českém časopisu v USA s názvem Slowan Amerikánský. Jeho hlavní iniciátor František Kořízek, který se s rodinou usadil ve městě Racine ve Wisconsinu, byl inspirován snahou českého emigranta Vojty Náprstka, který v Milwaukee v letech 1852 až 1855 vydával německy psané krajanské noviny Milwaukee Flug-Blätter. Kořízek však pojal ambici vydával česky psané periodikum. Kořízkovu první nabídku však Bárta odmítl a Kořízek tak začal s vydáváním sám. List pojmenovaný Slowan Amerikánský vyšel 1. ledna 1860 v Racine. Noviny byly tištěny švabachem. Kořízek uspořil peníze na vznikající česká písmena a dal dokonce do zástavy svůj dům, aby bylo možné nakoupit tiskařský lis a papír. Vydavatelská a redaktorská práce však Kořízka značně zmáhala, později se znovu obrátil na Jana Bártu, aby vedl redakci. Ten již napodruhé nabídku přijal, v červnu 1860 se přestěhoval z Iowa City do Racine a od 25. čísla periodika byl jeho šéfredaktorem. Se svou publikační činností začal užívat rovněž přídomek Letovský.[zdroj?]

### DeníkSlávie
Již od konce ledna 1860 začaly být českými krajany v St. Louis, Missouri vydávány Národní noviny, na jejichž přípravě se podílel Jan Bolemil Erben, Hynek Sládek a Jan Borecký. Národní Noviny však měly problémy s účetnictvím, takže nakonec zanikly a s Kořízkovým souhlasem se sloučily se Slowanem Amerikánským, což dalo vzniknout českým novinám „Slávie“. začaly vycházet v říjnu 1861 a tiskly se stejně jako Slowan Amerikánský v Racine. Slávie byla zasílána do New Yorku, Indiany, Pensylvánie, Ohia, Michiganu, Missouri, Illinois, Iowy, Minnesoty a Kalifornie. Prvním redaktorem byl Jan Bolemil Erben, redakci kromě Bárty Letovského podíleli též Kořízek a František Rostislav Mráček, který byl krátce i redaktorem. Po něm převzal redakci Vojtěch Mašek, který se velmi aktivně věnoval národnímu životu v Racine a to hlavně ve spolku Slovanská Lípa. Od roku 1863 pak vedl redakci Karel Jonáš, pozdější státní poslanec za Demokratickou stranu. V tomto období byla Slávie v popředí snah o organizační stmelení všech českých Slovanských Lip v jedno centrum zvané Národní Jednota.[zdroj?]

### V Rusku
V polovině 60. let se začal Bárta Letovský společně s Vojtěchem Maškem, oba rusofilové a zastánci myšlenky sjednocení všeho slovanstva pod autoritu Ruska, zabývat nabídkou ruského hraběte Malinovského na osídlení jisté části povodí řeky Amur na Sibiři českými kolonisty. Bárta Letovský se s Maškem do Ruska vypravili, dotyčná místa navštívili a jednali o možnostech organizace kolonizace. Celý projekt byl však zmařen vypuknutím revoluce polského lidu za větší nezávislost na Rusku, tzv. Lednové povstání, v letech 1863 až 1865, podporované též českými dobrovolníky, která od tohoto plánu ruské autority odradila, a Jan Bárta Letovský se tak po jedenadvaceti měsících vrátil z Rusi do USA.[zdroj?]
Po svém návratu založil ve spolupráci se svými syny trojtýdeník, posléze dvojtýdeník, s názvem Slovan Amerikánský, později pak Slovan Americký. Na základě Bártova osobního pozvání přijal práci v redakci moravský evangelický duchovní a spisovatel Ladimír Klácel, který kvůli tomu odcestoval z Moravy do zámoří a v redakci pak pracoval do roku 1872.[zdroj?]

### Úmrtí
Jan Bárta Letovský zemřel v neděli 12. července 1898 v Iowa City ve věku 76 let a byl pohřben v rodinném hrobě v české části hřbitova Oakland Cemetery v Iowa City. Nápis náhrobku byl vyhotoven v češtině.

### Rodinný život
Jan Bárta Letovský počal se svou ženou Johanou několik dětí. Synové Jan Milostivín a Svojislav se rovněž zapojili do redakční činnosti v krajanských periodikách. Syn Jan Milostivít Bárta Letovský se roku 1890 stal starostou Iowa City a zastával ještě několik významných veřejných funkcí.